# نرغان (فلاورجان)
نرغان (بالفارسية: نرگان) هي قرية تقع في قسم سهروفيروزان الريفي (مقاطعة فلاورجان) في إيران. يقدر عدد سكانها بـ 1,366 نسمة .